# Bath Corner
Bath Corner statisztikai település az Amerikai Egyesült Államok Dél-Dakota államában, Brown megyében. Lakosainak száma 51 fő (2020. április 1.).

## Népesség
A település népességének változása:

| 2010 | 49 |
| 2020 | 51 |